# 川上ひろみ
川上 ひろみ（かわかみ ひろみ、2月6日 - ）は、日本の女性声優。島根県出身。81プロデュース所属。

## 略歴
2017年4月3日付で81プロデュースに所属。

## 人物
小原乃梨子を師匠として挙げており、未来に悩んでいた時に「道は後ろにできるもの。その道で出会った役があなたを支えてくれる」と教えてくれたといい、小原に出会えたことから、声優になったという。
趣味・特技は落語鑑賞。

## 出演

### テレビアニメ
2017年
- 縁結びの妖狐ちゃん（鹿の妖怪）

2019年
- 名探偵コナン（2019年 - 2024年、楠田守夫、ウェイトレス）

2020年
- かぐや様は告らせたい?〜天才たちの恋愛頭脳戦〜（女生徒たち）
- 体操ザムライ（ジュニア女子B、レポーター）

2021年
- ドラえもん（テレビ朝日版第2期）（投手）

2022年
- クレヨンしんちゃん（女性B）
- メガトン級ムサシ（オペレーター）

2023年
- HIGH CARD（女性警官）
- マイホームヒーロー（女性キャスター、主婦2）
- MIX MEISEI STORY 2ND SEASON 〜二度目の夏、空の向こうへ〜（女性顧問）
- 白聖女と黒牧師（街人）

2024年
- 夜のクラゲは泳げない（生徒、立北生）
- リンカイ!（富山薬子）
- 女神のカフェテラス（女性アナウンサー）
- この世界は不完全すぎる（村人）

2025年
- 殿と犬（母柴、女房C、女房B） - 4バージョン共通
- 外れスキル《木の実マスター》 〜スキルの実（食べたら死ぬ）を無限に食べられるようになった件について〜（母親）
- TO BE HERO X（ナイスのファン、記者、ヒーロー、男の子、信者 他）
- 前橋ウィッチーズ（三俣泰造）
- 異世界黙示録マイノグーラ〜破滅の文明で始める世界征服〜（足長蟲、ダークエルフ）

### 劇場アニメ
- 鹿の王 ユナと約束の旅（2022年、季耶）
- 火の鳥 エデンの花（2023年、シバ）

### Webアニメ
- もったいないばあさん（2020年、女の子ママ[19]）
- 日本沈没2020（2020年、モブA）
- 賭ケグルイ双（2022年、生徒たち）

### ゲーム
- 東京ドラゴンシティ（2017年、ロキ、姐己、ゼノビア、バアル、フレイヤ、ラミア）
- リトルウィッチアカデミア 時の魔法と七不思議（2017年、ヒルダ）
- Caligula Overdose -カリギュラ オーバードーズ-（2018年）
- ウイニングハンド（2018年、トランプの女王[20]）
- おねがい、俺を現実に戻さないで! シンフォニアステージ（2020年、ジュシー ハイレン[21]）
- メガトン級ムサシ（2021年、もこにゃん、坂東初美、ユキ）
- ファイナルファンタジーVII リバース（2024年）

### 吹き替え

#### 映画
- ARGYLLE/アーガイル
- アサシン・クラブ
- アルマゲドン2020（ベッカ・バッカリュー）
- YESデー 〜ダメって言っちゃダメな日〜
- イップ・マン 宗師（チンチュアン〈ユアン・リー・ルオシン〉）
- インベイド（ロビン・シギロン〈ディーナ・カプラン〉）
- ウィリーズ・ワンダーランド（リヴ〈エミリー・トスタ〉）
- 消えない罪（エミリー）
- キャメラを止めるな!（ジョアナ〈ルアナ・バイラミ（フランス語版）〉[22]）
- グレート・ホワイト（ミシェル〈キミエ・ツカコシ〉[23]）
- 猿の惑星/キングダム[24]
- シティーハンター THE MOVIE 史上最香のミッション（修道女3）
- 白雪姫[25]
- 好きだった君へ: これからもずっと大好き
- ストレンジ・ワールド 異世界への招待状（モリー・デュー）
- 空はどこにでも
- デスペラードス -崖っぷち女子旅-
- ドラゴン・スクワッド（グウェン〈アリエル・プラッチフェルド〉）
- 熱烈（リー・ミンジュー〈ラレイナ・ソン〉[26]）
- バービー（ビデオガールバービー[27]）
- バック・トゥ・ザ・フューチャー PART2 ※BSジャパン版
- The Beguiled/ビガイルド 欲望のめざめ（エミリー〈エマ・ハワード〉）
- ブラック・ビューティー（女子生徒）
- マーベル・シネマティック・ユニバース
  - アントマン&ワスプ（おはようのレポーター）
  - サンダーボルツ*[28]
  - ファンタスティック4:ファースト・ステップ[29]
- マリグナント 狂暴な悪夢（幼少期のマディソン〈マッケナ・グレイス〉[30]）
- マレガオンのスーパーボーイズ〜夢は映画と共に〜（シャビーナ）
- Mute/ミュート（カンウォル）
- 夜が明けるまで（ジェイミー・ムーア〈イアン・アーミテージ〉）
- REVENGE リベンジ 鮮血の処刑人（エミリー〈ケンドラ・カレリ〉）
- レジェンド・オブ・ドラゴン 鉄仮面と龍の秘宝

#### ドラマ
- Away -遠く離れて-
- アップロード 〜デジタルなあの世へようこそ〜（ビブ・ブラウン〈ジェシカ・タック〉）
- インスティンクト -異常犯罪捜査-
- 宇宙人ネッドのトークショー（キャンディス、意地悪トースター、少女）
- うわさのツインズ リブとマディ（プリヤ）
- エイリアンシッター ギャビー・デュラン（ジェレミー）
- NCIS: ニューオーリンズ
- ギャップ・ザ・シリーズ（ヤー〈ナッシニー･ジャルーンシティサット（Mint）〉[31]）
- クイーンズ・ギャンビット
- グランド・アーミー
- コミンスキー・メソッド（ジュリア）
- サバイバー: 宿命の大統領（イザベル・パルド〈エレナ・トバル〉）
- ザ・ロッジ（ローリー）
- サンタクラリータ・ダイエット（クリスタ・コールドウェル、マーシャ）
- ジーニアス（アンナ、少年）
- シー・ハルク:ザ・アトーニー
- シスター戦士
- Happy!（ダグニー）
- パルス（カミラ〈ダニエラ・ニーヴス〉）
- ビバリーヒルズ再会白書（ベッカ）
- 100日の郎君様（女官、マッケ）
- ファウンデーション（ドミニ司祭）
- ファミリー・リブート ジレンマ家族の再起動
- フィジカル（マヤ 他）
- ブラック・ミラー（マリエラ、ハンナ）
- 僕と生きる人生（マーガレット、マイア）
- MANIFEST/マニフェスト（幼少時のオリーヴ・ストーン）
- ミスター・メルセデス（バーバラ、ジェラルド 他）
- ミルドレッドの魔女学校（フェリシティ）
- 令嬢アンナの真実
- レポーター・ガール（ジニー）
- ピックル・ストーム 異世界からの転校生（2025年、ローランド〈トビー・バーネット＝ジョーンズ〉[32]）

#### テレビ番組
- 殺人犯の視聴率
- 歴史的秘宝を探し出せ!（リリー）

#### アニメ
- 悪魔城ドラキュラ -キャッスルヴァニア-: 月夜のノクターン（テラ）
- ウィッシュ
- 時光代理人 -LINK CLICK-（同僚、女子生徒、程小時〈子供〉、学生、知恵の星 他）-2シーズン[一覧 2]
- 卓球少女 -閃光のかなたへ-（ルオイの母[33]）
- 天官賜福 貮（賭場の少女、神官、皇族の女）
- ファイナル・スペース
- 烈火澆愁

### デジタルコミック
- アニコミ 負け確定のライバル令嬢に転生したので王子様は諦めます。（2024年、リリアーナ[34]）

### ボイスオーバー
- フードタスティック

### オーディオブック
- 小さな音の物語〜Fictions in a dream〜「管理情報栄養士」（2019年[35]）
- 高校入試（2019年、朗読）
- ビアンカ・オーバースタディ（2019年、朗読）
- 一等星の恋（2021年[36]）

### イベント
- アリオ市原（MC）
- アリオ鷲宮「楽器であそぼう」（うたのおねえさん）

## シナリオ・イラスト
- 【おはなしプロデュース-番外編-】『たまごのゆうれい』（2021年）- シナリオは単独。イラストは伊藤ちゆりとの共作[37]。

## ディスコグラフィ

### キャラクターソング
| 発売日         | 商品名                                                                    | 歌           | 楽曲                         | 備考                                                                  |
| -------------- | ------------------------------------------------------------------------- | ------------ | ---------------------------- | --------------------------------------------------------------------- |
| 2020年12月23日 | おねがい、俺を現実に戻さないで！ シンフォニアステージ VOCAL COLLECTION 01 | ファミーリア | 「上空リヴァーバレイション」 | ゲーム『おねがい、俺を現実に戻さないで！ シンフォニアステージ』関連曲 |

### ユニットメンバー
1. ↑  アユカワユウ（内山悠里菜）、リンドリットパフブリンガー（根本京里）、ウルルーオースピア（菅沼千紗）、メルブレイドビターミスト（風間万裕子）、ラルムスクルシェッロ（久住琳）、カレッカマリブラ（ほなみ）、ノア オリヴェリア（関口理咲）、ラニ（森山由梨佳）、ジュシ― ハイレン（川上ひろみ）、ディアマンテ リーンウェイブ（薄井友里）、ロッティドランギア（社本悠）、ニーナミスティリオン（松嶌杏実）、ラーラジュヌヴィエーヴル ファインスター三世（山根綺）、シホ（白砂沙帆）、ヤオリェンロオ（松下真緒）

### シリーズ一覧
1. ↑  『殿と犬〜わんわん!〜』『殿と犬〜ぽてぽて!〜』『殿と犬〜くんくん!〜』『殿と犬〜もふもふ!〜』
2. ↑  第1期（2022年）、第2期、『LINK CLICK-II』（2024年）